# 白兀鷲
白兀鷲（學名：Neophron percnopterus），又名埃及禿鷲，是一種稀少的禿鷲。它們分佈在歐洲西南部及非洲北部至南亞。它們的翼底呈黑白色，尾巴呈楔狀。它們有時會用石頭敲破鳥蛋，是少數懂得使用工具的鳥類之一。在溫帶繁殖的群落會向南遷徙過冬，而在熱帶的多是留鳥。它們的數量於20世紀有所下降，而在島嶼中的群落則特別瀕危。

## 特徵

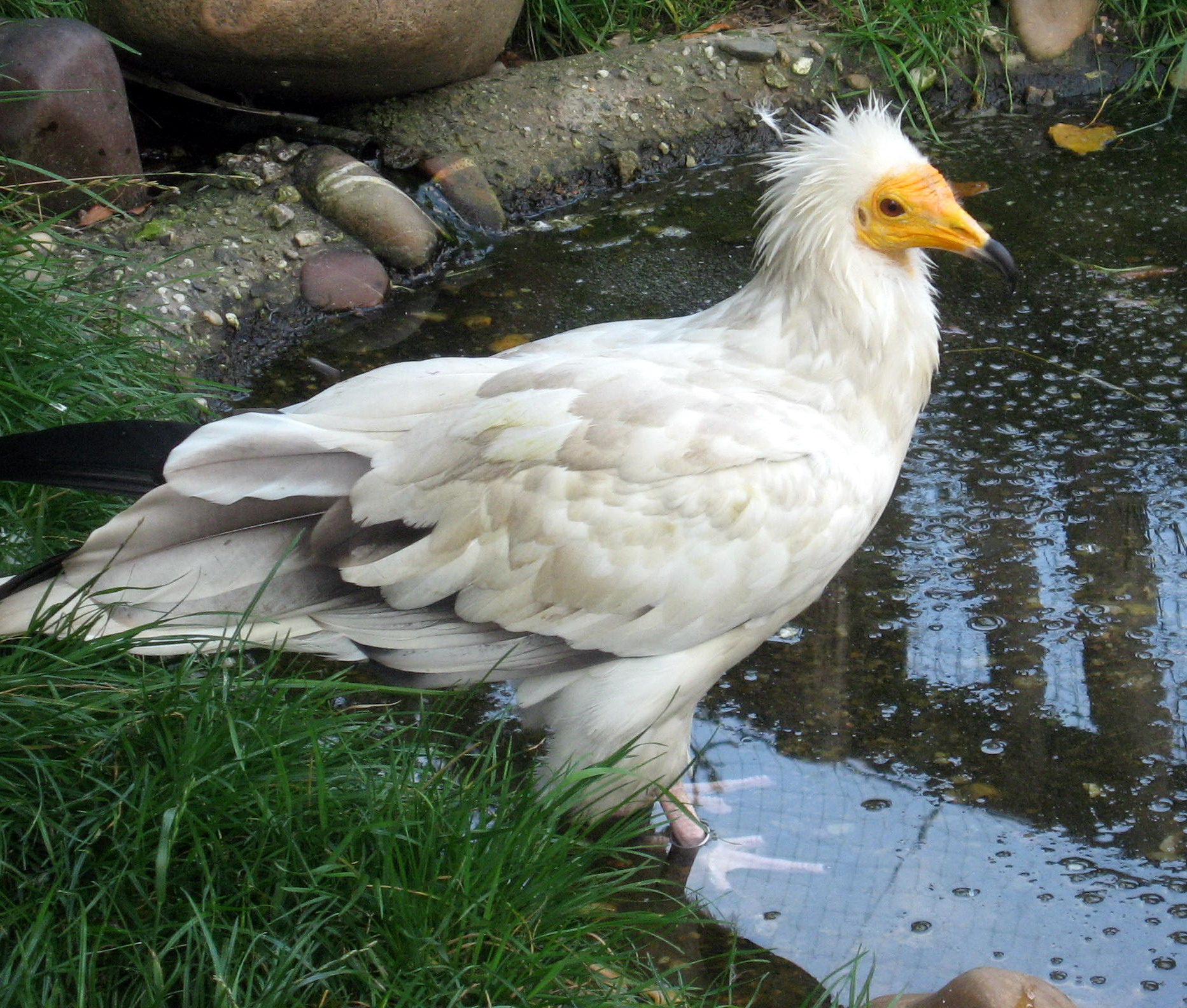
成年指名亞種。

白兀鷲的羽毛是白色的，飛羽黑色。它們的身體有時有些泥色是與其習性有關。喙幼長，上頷端有鈎。鼻孔很長。頸部羽毛很長，雙翼很尖，當中以第三主羽最長。尾巴呈楔狀。爪子直而且長，第三及第四趾有小蹼。指名亞種的喙是黑色的，而印度亞種N. p. ginginianus的則較為淡色或黃色，但這種變化仍需更多證據支持。面部皮膚是黃色的。雛鳥是黑色或深褐色的，有黑白色的斑。成年的白兀鷲全長85厘米，翼展1.7米。它們重約2公斤，但N. p. majorensis則平均重2.4公斤。

## 分類
白兀鷲屬只有白兀鷲一個物種。此屬相信是最古老的禿鷲分支之一，現存的最近親是胡兀鷲。有些學者更建議將它們分類到新的胡兀鷲亞科之中。現時廣泛接受的有三個白兀鷲的亞種，但它們之間卻有很多混種。俾路支地區及喜瑪拉雅山西北部的N. p. rubripersonatus並未獲得確認。
- N. p. percnopterus：指名亞種，其分佈最廣，包括南歐、北非、中東、中亞及印度次大陸。它們在溫帶地區繁殖，並會向南過冬。
- N. p. ginginianus：體型最細小的亞種，喙呈淡色。它們分佈在印度次大陸的大部份地區。其名是衍生自印度南部的京吉（Gingee）。[10]
- N. p. majorensis：體型最大的亞種。它們分佈在加那利群島，群落數量最少及最受限制。於2002年才確立為一個亞種，它們的基因較為接近N. p. percnopterus，而疏於N. p. ginginianus。它們不是候鳥。其名字是衍生自富埃特文圖拉島的古代名字。[11][12]

白兀鷲屬的屬名是取自希臘神話的涅俄佛隆（Neophron）。涅俄佛隆是Timandra的兒子，而Timandra則是Aegypius的情婦。涅俄佛隆將Aegypius的母親幻化成Timandra，欺騙他與其母同寢。他母親醒來後欲奪走他的眼睛，但宙斯卻將涅俄佛斯及Aegypius變成禿鷲。種小名則是指其黑色的雙翼。

## 分佈
白兀鷲廣泛分佈在南歐、北非、西亞及南亞。它們主要棲息在乾旱平原。它們有時也會流浪到斯里蘭卡、歐洲北部及南非。歐洲群落會向南遷徙3500-5500公里到達非洲，有時單日的旅程長達500公里。在法國曾有一隻白兀鷲出生第三天就已經向南遷徙。義大利的群落會橫跨馬雷蒂莫（Marettimo）及潘泰萊里亞，經西西里島到達突尼西亞。

## 行為及生態

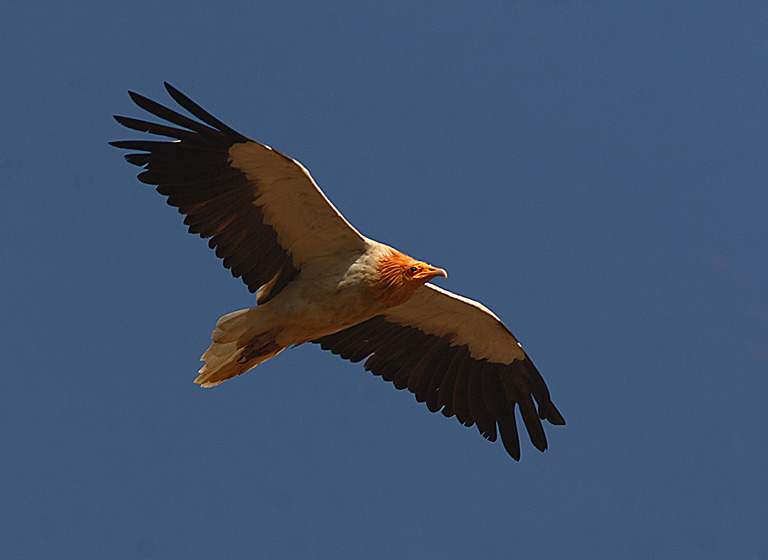
正在飛行的白兀鷲。

白兀鷲經常會隨熱流上升。它們吃多種食物，包括哺乳動物的糞便（尤其是人類）、昆蟲、屍體、植物及細小的獵物。研究顯示它們吃哺乳動物的糞便可以幫助它們攝取類胡蘿蔔素色素，令其面部皮膚呈鮮黃及橙色。它們一般較為寂靜，但若受到騷擾則會發出高音的叫聲。
白兀鷲是群居的，鳥巢會不斷再用。它們很多時都是單獨或成對的行動。它們是一夫一妻制的，夫妻的關係可以維持多於一個繁殖季節。成年雄鷲在雌鷲生蛋前後很多時都會留在其身邊。它們會在峭壁、建築物及樹上築巢。N. p. ginginianus及N. p. majorensis也會在地上築巢。印度群落的繁殖季節是於2月至4月。雙親都會孵蛋，孵化期為42天。3-5天後就會孵化第二隻雛鷲，但時間越長，其生存率就越低。在鳥巢緊迫的地方，雛鷲有時會走到其他鳥巢尋找食物。西班牙群落的幼鷲會在90-110天大時換羽及離開鳥巢。幼鷲離開鳥巢後會到遠達500公里以外的地方。到了4-5歲大時，它們就會擁有成鳥的羽毛。飼養的白兀鷲壽命可達37歲。
成年白兀鷲並沒有很多天敵，但很多時卻死於電纜、污染及中毒。幼鷲會被金雕、雕鴞及赤狐掠食。從峭壁上掉下的白兀鷲也會被胡狼所撿走。
指名亞種是懂得使用工具的。它們會用喙將大卵石擲向大蛋，將其敲碎。不過在N. p. ginginianus中卻看不見這種行為。研究發現這種行為並非學習得來的，而是天生的。保加利亞群落也有使用樹枝來捲起羊毛，用以製作鳥巢。

## 保育狀況

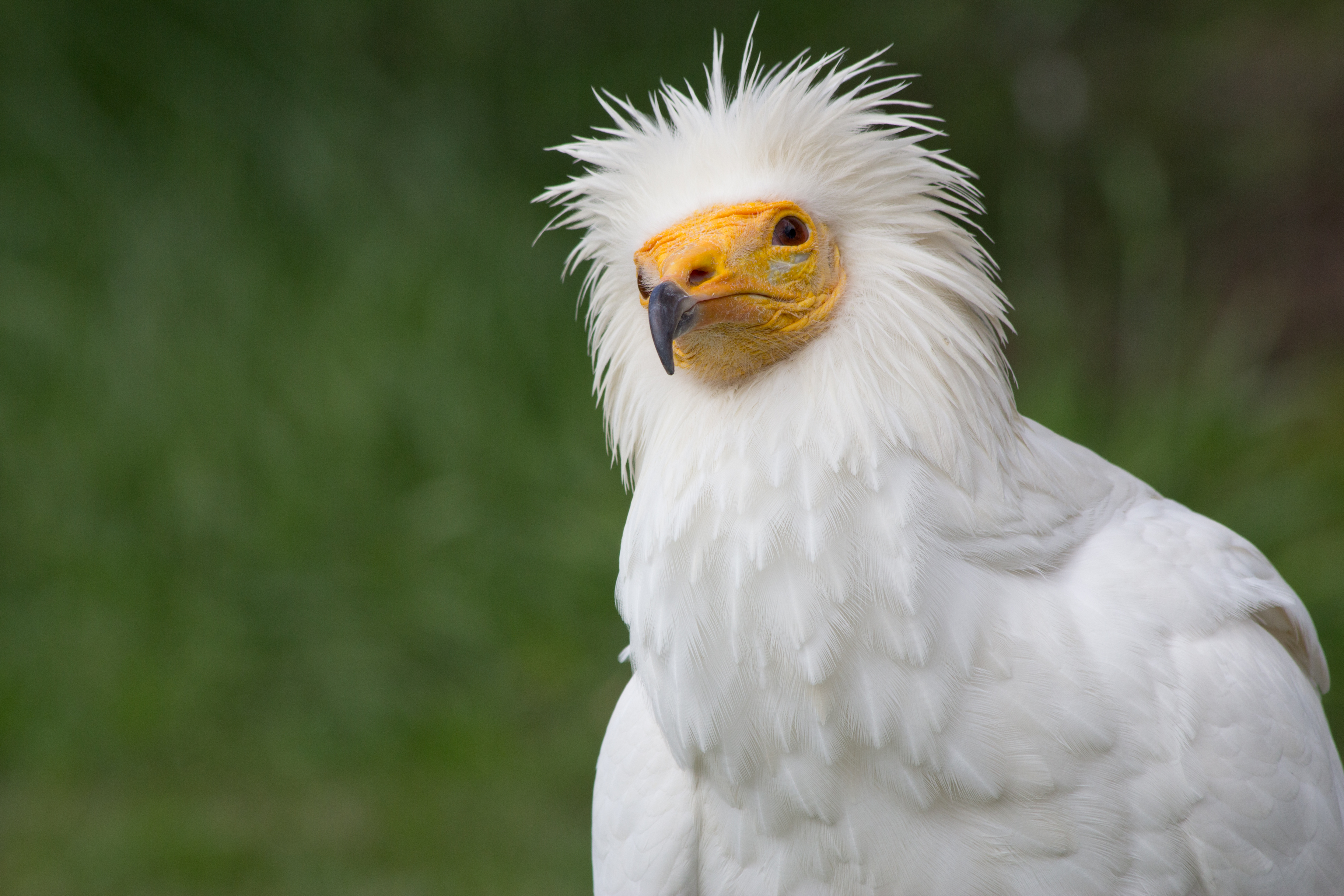
一只被人工飼養的白兀鷲，攝於西班牙。

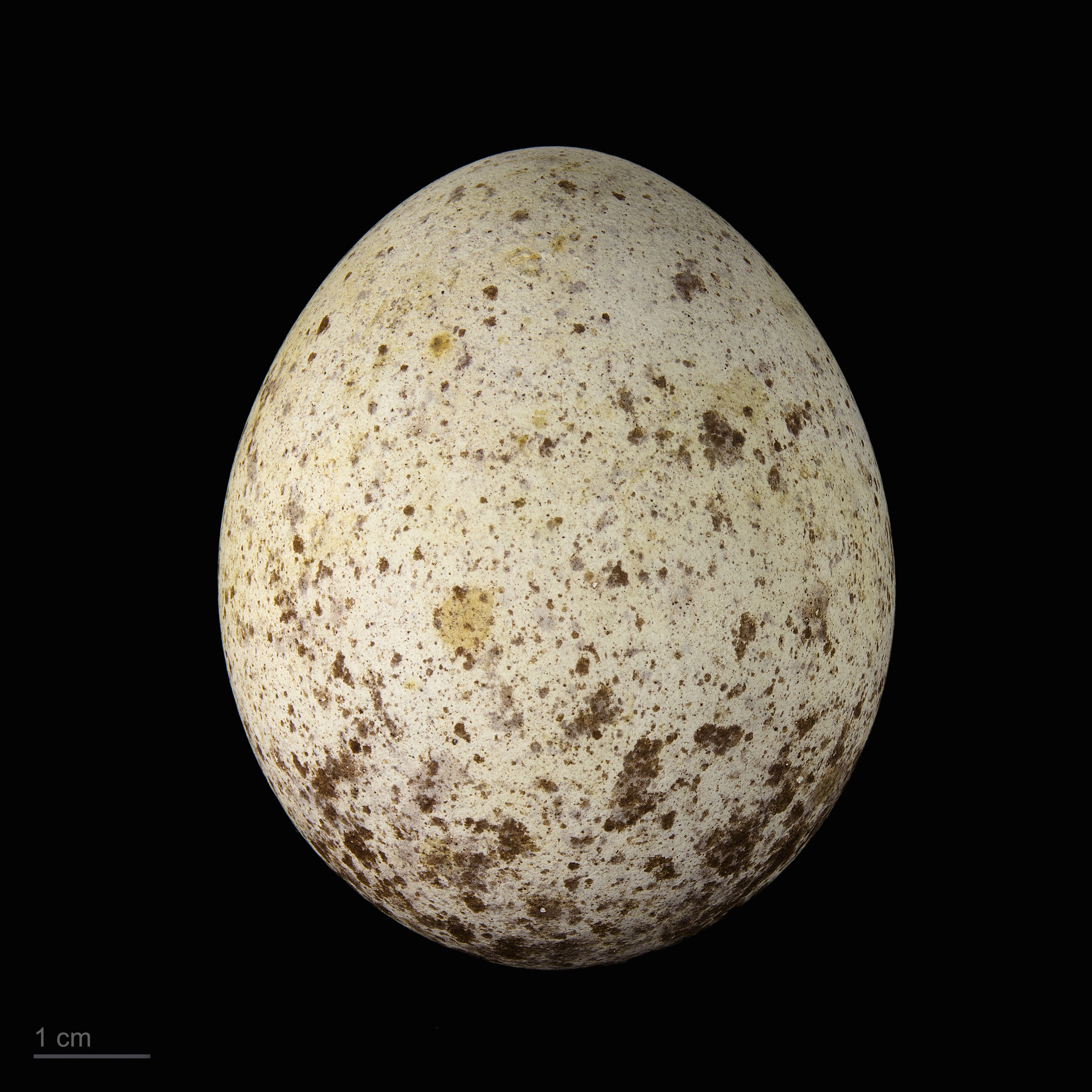
卵 Neophron percnopterus

白兀鷲在大部份分佈地中都正經歷嚴重的衰落。在歐洲及中東大部份地區，其數量只有20年前的一半；在印度及非洲西南部，它們的數量也大幅減少。於1967年至1970年，在德里附近地區就估計只有12000-15000隻白兀鷲，平均密度為每10平方公里約有5對。引起衰落的原因不明，但卻與使用非甾體抗炎藥雙氯芬酸鈉有關。在南歐，它們的衰落也與鉛中毒、使用殺蟲劑和觸電有關。西班牙的研究發現吸收抗生素會抑制它們的免疫系統，造成較易的感染。
加那利群島群落與歐洲及非洲的群落分隔了一段頗長時間，而且大幅下降。它們以往廣佈在戈梅拉島、特內里費島、大加那利島、富埃特文圖拉島及蘭薩羅特島，但現已只限於富埃特文圖拉島、蘭薩羅特島和兩個最東的島嶼。它們的數量於2000年估計約有130隻，共25-30繁殖對。這些島嶼群落特別容易受到感染。在吃腐肉的時候，它們積聚了大量的鉛，令其骨頭礦物化。現時有措施提供安全及沒有污染的食物，不過缺點是會吸引其他掠食性動物，增加對雛鷲的危害。
2012年4月2日在新疆喀什乌恰县发现了一只白兀鹫，这是该鸟在中国分布的新记录。

## 外部連結
- BTO BirdFacts （页面存档备份，存于）
- Brilliant Creatures
- Laboratorio Virtual Ibercaja